# Tartarughe sul dorso
Tartarughe sul dorso è un film del 2004 diretto da Stefano Pasetto. 
La pellicola venne presentata nella sezione Giornate degli autori - Venice Days del Festival di Venezia 2004.

## Trama
Trieste. Nel parlatorio di una prigione, un ragazzo e una ragazza parlano della loro storia di incontri mancati, tra una partita e l'altra di Scarabeo. Dalle parole incastrate sulla griglia del gioco si aprono capitoli di passato che li riguardano. Per tutta la vita si sono sfiorati inconsapevolmente. Tra loro solo una tartaruga, pegno d'amore adolescenziale.
Si ritroveranno in una sala operatoria: lei come chirurgo, lui come paziente.
Dalla successiva frequentazione vengono a galla oggetti, fotografie e frasi interrotte che li riportano ad un'infanzia comune. Ma quando lei, dopo tante scelte pianificate, si volta e vede finalmente in lui una scelta del cuore, lui preferisce rifugiarsi nel sogno coltivato tutta una vita e la rifiuta.
Alla violenza subita da lei da parte di un portuale, lui reagisce con l'aggressività che lo contraddistingue. La partita di Scarabeo nel parlatorio è ora terminata: lei richiude il gioco nella scatola e se ne va.